# Kvinnan är stor
Kvinnan är stor är en roman av Erik Asklund utgiven 1931.
Den handlar om den unga Lydia som flyttar från landet till Stockholm och anpassar sig moderniteten i staden. Kvinnan är stor är en modernistisk roman influerad av filmens snabba klipp. Handlingen har också vissa likheter med filmen Gamla stan som Asklund var med att göra ungefär samtidigt som han skrev romanen.

## Källa
- Michael Askander Modernitet och intermedialitet i Erik Asklunds tidiga romankonst, Växjö University Press 2003